# Музейный центр Берлин-Далем

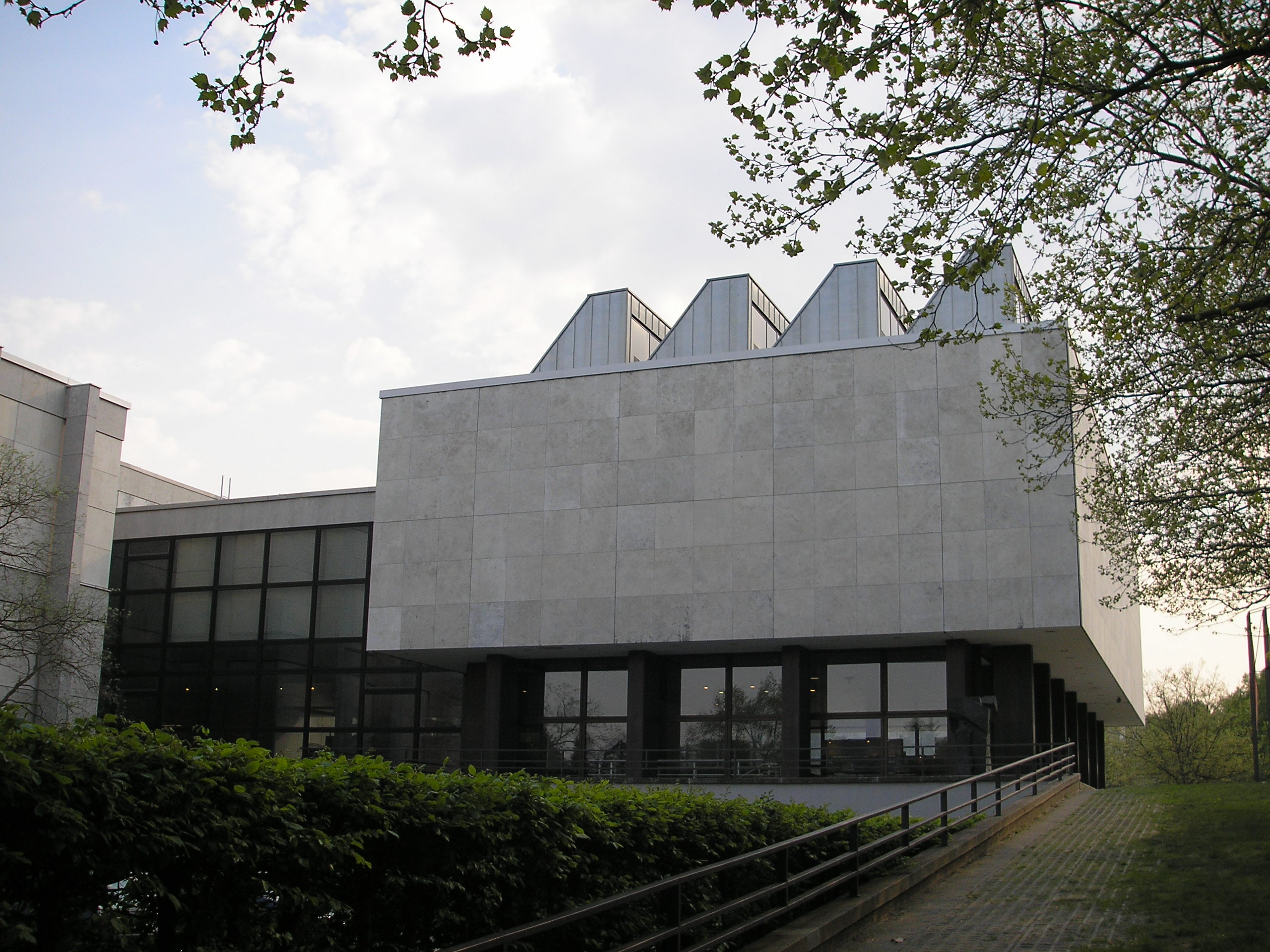
Музейный центр

Музейный центр Берлин-Далем (нем. Museumszentrum Berlin-Dahlem) — архитектурный комплекс в берлинском районе Далем, где размещается несколько коллекций из состава Государственных музеев Берлина.
Первые проекты музейного комплекса появились ещё в начале XX в. благодаря усилиям известного берлинского историка искусства Вильгельма фон Боде. Архитектурный проект в стиле «новой вещественности» был воплощён лишь в 1969—1973 гг. архитекторами Фрицем Борнеманном и Вильсом Эбертом.
В музейный комплекс входят следующие коллекции:
- Музей искусства Азии;
- Этнологический музей;
- Музей европейских культур (с мая 2005 г.).